# Islas Amindivi

Carta del archipiélago de Laquedivas.

Las islas Amindivi son un archipiélago coralino situado al suroeste del Decán, en la costa este de la India, frente a la ciudad de Mahe. Se componen de una isla muy pequeña (10 km²), deshabitada, y de varios islotes. Junto con las islas Laquedivas forma el territorio de Laquedivas (11°23′00″N 72°23′00″E / 11.3833333, 72.3833333 ).
Los nombres de las islas son Chetlat, Bitra, Kiltan, Kadmat y Amini. En Bitra existe una gran variedad de aves.